# Vipers Kristiansand

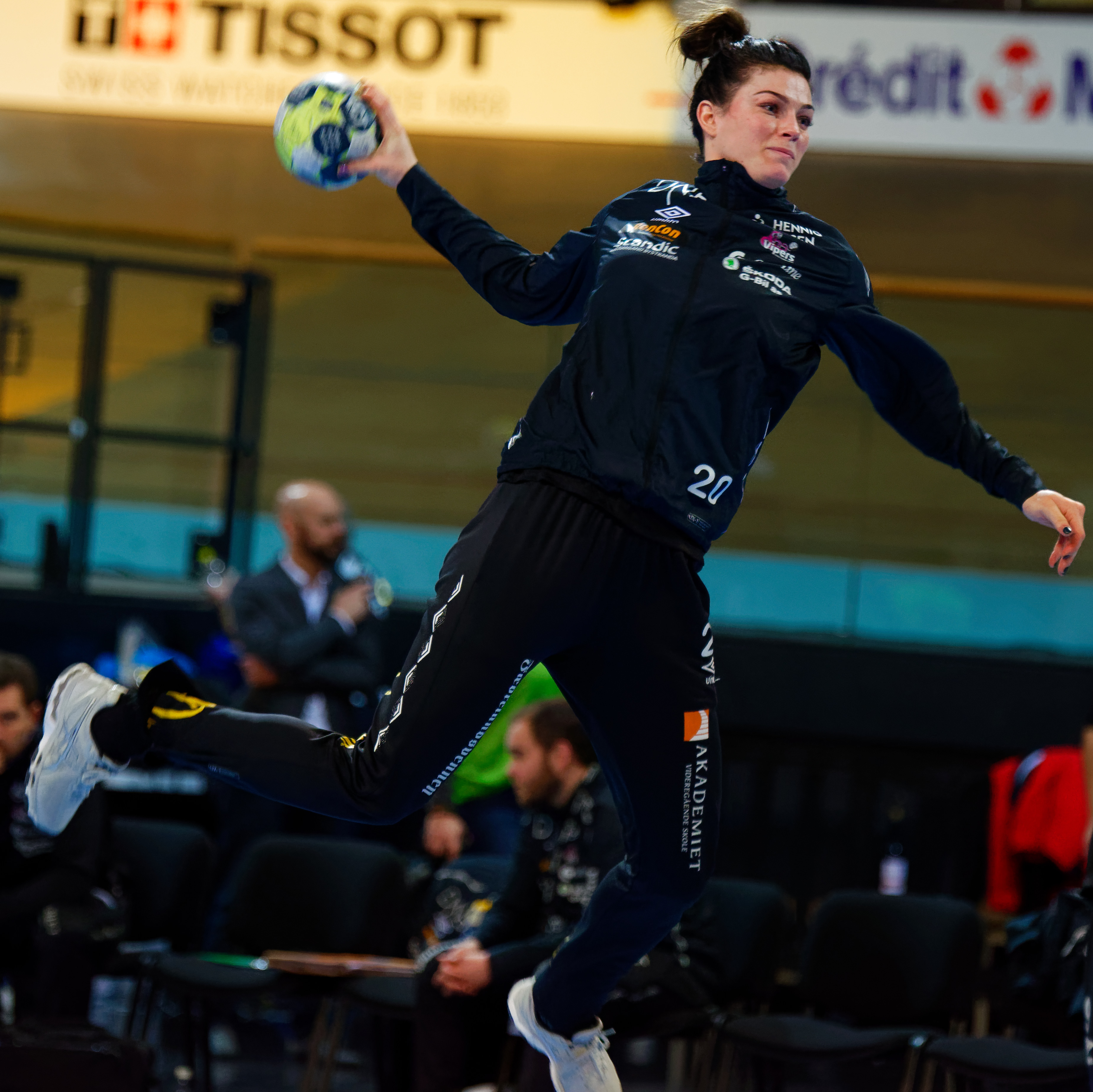
Jeanett Kristiansen

El Vipers Kristiansand es un club de balonmano femenino de la localidad noruega de Kristiansand. 
En octubre de 2024, mientras disputaba la competición local y europea, se declaró en bancarrota pero al día siguiente anunció lo contrario. Finalmente, en enero de 2025, el equipo noruego declaró su desaparición.

## Palmarés
- Liga de Noruega de balonmano femenino (7):
  - 2018, 2019, 2020, 2021, 2022, 2023, 2024
- Copa de Noruega (6):
  - 2017, 2018, 2019, 2020, 2021, 2024
- Liga de Campeones de la EHF femenina (3):
  - 2021, 2022, 2023

## Plantilla 2022-23
|  | Porteras - 1 Sofie Börjesson - 12 Julie Stokkendal Poulsen - 16 Katrine Lunde Extremos derechos - 14 Tuva Høve - 37 Jana Knedlíková Extremos izquierdos - 10 Vilde Jonassen - 18 Mina Hesselberg - 27 Sunniva Næs Andersen Pívots - 20 Lysa Tchaptchet - 24 Hanna Yttereng - 31 Ana Debelić | Laterales izquierdos - 7 Martine Kårigstad Andersen - 9 Jamina Roberts - 21 Ragnhild Valle Dahl - 51 Markéta Jeřábková Centrales - 4 Tonje Refsnes - 22 Marta Tomac - 25 Nerea Pena Laterales derechos - 6 Océane Sercien-Ugolin - 8 Karine Dahlum - 11 Silje Waade - 13 Anna Vyakhireva |